# Joan de Subercase i Kretz
Joan de Subercase i Kretz (València, 2 de juny de 1783 - Madrid, 25 de març 1856) fou un enginyer i polític valencià, diputat a Corts i acadèmic fundador de la Reial Acadèmia de Ciències Exactes, Físiques i Naturals.

## Biografia
Era fill d'un comerciant català establit a València. Estudià a la Universitat de València i el 1804 es formà a l'Escola d'Enginyers de Camins de Madrid, llicenciant-se el 1807. Quan esclatà la Guerra del Francès es refugià a Cadis amb la seva família, i allí adoptà com a ideologia el liberalisme. Durant el trienni liberal fou elegit diputat a Corts Espanyoles el 1820 i formà part de la societat secreta Los Anilleros. Quan els Cent Mil Fills de Sant Lluís restauraren l'absolutisme el 1823 fou desterrat a Alcoi. El 1833 fou professor dels cadets de l'Acadèmia d'Artilleria, i quan fou nomenat cap de govern Francisco Martínez de la Rosa fou nomenat catedràtic de geometria, mecànica i delineació a la Universitat de València.
Fou escollit novament diputat a les eleccions que seguiren a la proclamació de l'Estatut Reial de 1834, formant part des d'aleshores del Partit Moderat. Deixà temporalment la política per a ser director de l'Escola d'Enginyers de Camins de 1837 a 1848, però fou escollit novament diputat a Corts a les eleccions de 1851 i 1853 pel districte de Xelva, període durant el qual fou Director d'Obres Públiques.
En 1847 fou un dels acadèmics fundadors de la Reial Acadèmia de Ciències Exactes, Físiques i Naturals. També fou acadèmic de la Reial Acadèmia de Ciències i Arts de Barcelona i de l'Acadèmia de Sant Carles de València.

## Obres
- Memoria descriptiva, presupuestos y pliego de condiciones del proyecto de mejora del puerto de Valencia y su limpia (1856)